# Athlone Town Association Football Club
L'Athlone Town Association Football Club è una società calcistica irlandese con sede nella città di Athlone.
Milita nella FAI First Division, la seconda divisione del calcio irlandese.
Il club, fondato nel 1887, gioca le sue gare casalinghe all'Athlone Town Stadium (noto anche con il nome di Lissywoollen), inaugurato il 9 marzo 2007.

## Storia
L'Athlone Town partecipò per la prima volta alla League of Ireland nella stagione 1922-23, concludendo al sesto posto. Il primo titolo vinto da questa squadra fu la FAI Cup nel 1924, ottenuta battendo in finale il Fordsons Football Club.
Nella stagione 1974-75 l'Athlone Town chiuse il campionato al secondo posto, guadagnando così la qualificazione alla Coppa UEFA: al primo turno della competizione europea, il club irlandese eliminò la squadra norvegese del Vålerenga, mentre al secondo turno si arrese al Milan (0-0 in casa e sconfitta per 3-0 a San Siro).
Nella stagione 1980-81 l'Athlone Town vinse il suo primo campionato, qualificandosi nuovamente per le coppe europee. In questa occasione però il cammino internazionale si interruppe al primo turno contro i danesi del KB.
Nella stagione 1981-82 l'Athlone Town si aggiudicò la seconda League Cup della sua storia sconfiggendo in finale lo Shamrock Rovers. In campionato non riuscì però a ripetere il successo dell'anno precedente, chiudendo la stagione solo al quarto posto.
La stagione 1982-83 rappresenta il momento più alto nella storia della compagine irlandese: alla vittoria in campionato si aggiunse infatti il successo in League Cup ai danni del Dundalk. La partecipazione alle coppe europee l'anno successivo fu però breve: i belgi dello Standard Liegi si imposero sull'Athlone Town per 3-2 in trasferta e per 8-2 a Liegi.
Nel 1985 sei nuovi club si iscrissero al massimo campionato irlandese, portando a 22 il totale dei partecipanti. Si prese quindi la decisione di suddividere le squadre in due categorie: Premier Division (massima serie) e First Division (seconda serie), con l'Athlone che finì in Premier. Nel 1987 l'Athlone Town terminò il campionato in ultima posizione, retrocedendo così in First Division. La stagione successiva, la squadra vinse la First Division, guadagnandosi subito la promozione in Premier Division. La permanenza nella massima serie irlandese terminò con una nuova retrocessione nel 1992.
Negli anni successivi, l'Athlone Town ha ottenuto altre promozioni e retrocessioni, riuscendo anche a sfiorare la vittoria in Premier Division nella stagione 1993-94 (in quell'occasione il successo finale andò allo Sligo Rovers). Dal 1996 comunque l'Athlone Town è relegato in First Division.
Conclude la First Division 2018 con un disastroso ultimo posto, con solamente 7 punti conquistati in 27 gare (unica vittoria il 29 giugno nella 18ª giornata di campionato, 3-0 contro il Wexford).

## Rose delle stagioni precedenti
- 2011

## Palmarès

### Competizioni nazionali
- Campionato irlandese: 2

1980-1981, 1982-1983
- Coppa d'Irlanda: 1

1923-1924
- League of Ireland Cup: 3

1980, 1982, 1983
- FAI First Division: 2

1987-1988, 2013

### Competizioni internazionali
- Tyler Cup: 1

1979-1980

### Altri piazzamenti
- Campionato irlandese:

Secondo posto: 1974-1975
Terzo posto: 1979-1980, 1983-1984, 1984-1985
- Coppa d'Irlanda:

Finalista: 1924-1925
Semifinalista: 2020
- League of Ireland Cup:

Finalista: 1983-1984, 1999-2000
- FAI First Division:

Secondo posto: 1993-1994
Terzo posto: 2000-2001
- Tyler Cup:

Finalista: 1980-1981

## Allenatori celebri
- Amby Fogarty: 1974-1976
- Trevor Hockey: 1976
- Turlough O'Connor: 1979-1985
- Dermot Keely: 1996
- John Gill: 2005